# 德里克·阿德金斯
德里克·阿德金斯（英語：Derrick Adkins，1970年7月2日—），美国男子田径运动员，主攻跨栏。他曾代表美国参加1996年夏季奥林匹克运动会田径比赛，获得男子400米栏金牌。